# Mijeil Bajtidze
Mijeil Bajtidze –en georgiano: მიხეილ ბახტიძემ– (Tiflis, URSS, 23 de septiembre de 1988) es un deportista georgiano que compitió en boxeo. Ganó una medalla de bronce en el Campeonato Europeo de Boxeo Aficionado de 2011, en el peso superpesado.
En febrero de 2021 disputó su primera pelea como profesional. En su carrera profesional tuvo en total 6 combates, con un registro de 6 victorias y 0 derrotas.

## Palmarés internacional
| Campeonato Europeo | Campeonato Europeo | Campeonato Europeo | Campeonato Europeo |
| Año                | Lugar              | Medalla            | Categoría          |
| ------------------ | ------------------ | ------------------ | ------------------ |
| 2011               | Ankara (Turquía)   | Medalla de bronce  | +91 kg             |